# Tschammerpokal 1937
La Tschammerpokal del 1937 fu terza edizione della coppa nazionale di calcio organizzata dal Terzo Reich. La finale giocata il 9 gennaio 1938 al Müngersdorfer Stadion di Colonia vide vincitore per la prima volta nella sua storia lo Schalke 04, che sconfisse il Fortuna Düsseldorf per 2-1. Lo Schalke era alla sua terza finale consecutiva.

## 1º turno
| Schalke 04          | 1 – 0 | Eintracht Braunschweig | (dts) |
| Berliner SV 92      | 1 – 0 | SpVgg Fürth            |       |
| SV Waldhof Mannheim | 2 – 0 | PSV Chemnitz           |       |
| Borussia Dortmund   | 1 – 1 | Duisburger FV 08       | (dts) |
| Stoccarda           | 2 – 1 | Hannover 96            |       |
| Dresdner SC         | 3 – 0 | Eimsbütteler TV        |       |
| BC Hartha           | 4 – 2 | VfR Wormatia Worms     |       |
| Fortuna Düsseldorf  | 2 – 1 | Holstein Kiel          |       |

### Ripetizioni
| Borussia Dortmund | 3 – 1 | Duisburger FV 08 |

## Quarti di finale
| Schalke 04          | 3 – 1 | Berliner SV 92    |
| SV Waldhof Mannheim | 4 – 3 | Borussia Dortmund |
| Dresdner SC         | 3 – 1 | Stoccarda         |
| Fortuna Düsseldorf  | 4 – 1 | BC Hartha         |

## Semifinali
| Schalke 04  | 2 – 1 | SV Waldhof Mannheim |
| Dresdner SC | 2 – 5 | Fortuna Düsseldorf  |

## Finale
|  |  | – |

| FC GELSENKIRCHEN-SCHALKE 04: |    |                   |
|                              |    |                   |
| GK                           | 1  | Hans Klodt        |
| DF                           | 2  | Ernst Sontow      |
| DF                           | 3  | Hans Bornemann    |
| MF                           | 4  | Rudi Gellesch     |
| MF                           | 5  | Otto Tibulski     |
| MF                           | 6  | Walter Berg       |
| FW                           | 7  | Ernst Kalwitzki   |
| FW                           | 8  | Fritz Szepan      |
| FW                           | 9  | Ernst Poertgen    |
| FW                           | 10 | Ernst Kuzorra (c) |
| FW                           | 11 | Adolf Urban       |
| Allenatore:                  |    |                   |
| Otto Faist                   |    |                   |

| DÜSSELDORFER TSV FORTUNA 1895: |    |                      |
|                                |    |                      |
| GK                             | 1  | Willi Pesch (c)      |
| DF                             | 2  | Paul Janes           |
| DF                             | 3  | Kluth                |
| MF                             | 4  | Paul Mehl            |
| MF                             | 5  | Jakob Bender         |
| MF                             | 6  | Edmund Czaika        |
| FW                             | 7  | Ernst Albrecht       |
| FW                             | 8  | Willi Wigold         |
| FW                             | 9  | Hans Heibach         |
| FW                             | 10 | Felix Zwolanowski    |
| FW                             | 11 | Stanislaus Kobierski |
| Allenatore:                    |    |                      |
| Karl Flink                     |    |                      |

Schalke 04
(1º successo)